# برونتال
برونتال (به آلمانی: Brunnthal) یک شهر در آلمان است که در منطقه مونیخ واقع شده‌است.

## خصوصیات
برونتال ۲۶٫۹۲ کیلومترمربع مساحت دارد ۵۹۲ متر بالاتر از سطح دریا واقع شده‌است.